# Vánoční splutí Otavy

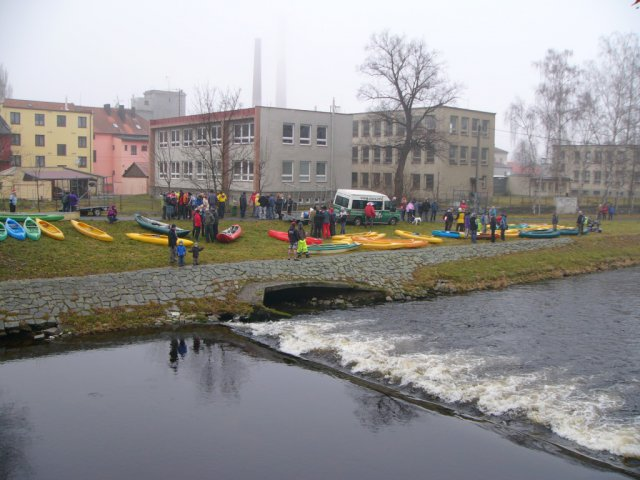
Vánoční splouvání Otavy 26. prosince 2013

Vánoční splutí Otavy je organizované sjíždění řeky Otavy pořádané společností Půjčovna lodí Otava, které je pořádáno od roku 2007. V roce 2007 majitel společnosti a kytarista Lubomír Brabec sjeli část řeky Otavy, tehdy šlo spíše o recesi. Následující rok se sjíždění účastnilo již více lodí. Sjíždění řek v období Vánoc se koná na více řekách a proto se účastníci sjíždění Otavy rozhodli od roku 2009 dát akci oficiální název s názvem Vánoční splutí Otavy s Lubomírem Brabcem. S přibývajícím zájmem médií se počet účastníků každý rok zvyšoval. V roce 2013 se akce účastnilo 34 lodí. Otava se sjíždí ze Sušice do obce Čepice.